# ナメリカ
ナメリカは、吉本興業所属のお笑いコンビ。大阪NSC12期生。1995年3月結成。2006年1月解散。

## メンバー
- 安住 道典（あずみ　みちのり）1971年（昭和46年）6月16日生まれ、鳥取県八頭郡出身。
- 堀 由史（ほり よしふみ）1974年（昭和49年）8月16日生まれ、奈良県生駒市出身。奈良県立北大和高等学校卒業。

## 略歴
- 1999年3月まで心斎橋筋二丁目劇場で活動。堀は肩毛が生えている芸人として注目を浴びる。
- 1999年8月に一旦活動を休止し、2000年7月に東京で活動を再開する。「パワフルメリー」「マイティ・ボンジャック」「ボンジャック」「ジャンボリー」「ほりあずみ」と次々改名した（「ボンジャック」時代はサンミュージック企画に所属）。
- 2003年、コンビ名を「ナメリカ」に戻す。以降、東京でのライブやテレビでの出演を果たすが2006年1月に解散。
- ナメリカという名前の由来は、「アメリカを発音よく話したらナメリカになった」とのこと[1]。
- 安住は「あずみ」→「安住」（当初は平仮名で活動していたが、後に漢字に戻す）として吉本興業にてピン芸人として活動中。2010年ルミネtheよしもとの吉本新喜劇等に出演している。
- 堀は放送作家として活動 （グレープカンパニー所属）。『マツコの部屋』、ピストン西沢の出演する『GROOVE LINE Z』、『ピストン西沢のオールナイトニッポンGOLD』にも構成作家として参加している。

## 出演番組
- すんげー!Best10
- 爆笑BOOING（勝ち抜けならず）
- お笑い登龍門
- 爆笑オンエアバトル （戦績0勝1敗 最高129KB ※ボンジャック時代に出演）
- あらびき団（堀のみ、ザコバwith港超として）